# Euriphene mollicella
Euriphene mollicella är en fjärilsart som beskrevs av Karsch 1894. Euriphene mollicella ingår i släktet Euriphene och familjen praktfjärilar. Inga underarter finns listade i Catalogue of Life.